# EDonkey2000
Az eDonkey2000 egy peer-to-peer fájlcserélő program, amelyet a MetaMachine cég  fejlesztett ki,  a Multisource File Transfer Protocol felhasználásával.
Az eDonkey fájlcsere hálózat decentralizált, hasonlóan sok más fájlcsere-hálózathoz. Kétféle alkalmazás csatlakozhat a hálózathoz: a kliens és a szerver. A kliens lehetőséget biztosít a felhasználónak, hogy megossza a fájljait a hálózaton. A szerverek úgy viselkednek, mint hubok (központok). Mind a kliens és a szerver elérhető Windows, Macintosh és Linux vagy más UNIX variánshoz.
Az eDonkey MD4 hash-függvényt használ ellenőrzőösszegnek a fájlok azonosításánál. Ez a funkció biztosítja a megegyező fájlok azonosítását még akkor is ha különböző nevűek. Egy másik sajátossága az eDonkey-nak, hogy megosztja a fájlt, mielőtt a letöltés befejeződött volna, ez gyorsítja a fájlok terjesztését. A fájlokat az eDonkey 9 MB-es darabokra bontja.
Az eDonkey felhasználók leginkább nagy fájlokat osztanak meg, úgy mint CD image (ISO-k), videók, játékok és egyéb számítógépes programok. Néhány weboldal listát készített a leginkább keresett fájlok hash-jéről, ezzel is segítve a fájlkeresést.
A hálózat decentralizált szerverhálózaton alapul. Bárki fel tud állítani egy szervert, mert a szerver-hálózat (server network) gyakran változik, s szükség van szerver-listákra.
Számos nyílt forrású (általában szabad szoftver) kliens létezik az eDonkey hálózathoz:
- az eMule egy nyílt forráskóddal rendelkező Windows kliens;
- az xMule a linuxos portja;
- az aMule egy kliens Linux-hoz, Solaris-hoz és *BSD platformokhoz,
- megcélozták a Win32 és a Mac platformot is;
- a MediaVAMP (később Prunára változott) egy – csak – koreaiaknak fejlesztett kliens;
- az MLDonkey szabad szoftver kliens, hogy fusson számos platformon és támogasson számos fájcserélő protokollt is
- a Shareaza egy több-hálózatot (multi-network) támogató kliens, melyhez 2003-ban hozzáadták az eDonkey támogatást. Ha úgy vesszük, az MLDonkey az egyetlen szabad szoftver szerver.

Az eDonkey feltalálói meghívtak egy másik fájlcserélő vállalatot, az Overnet-et, mely együttműködik az eDonkey hálózattal, anélkül, hogy szervereket használna. A legtöbb eDonkey kliens az Overnet Hálózatot is használhatja. 2004-ben a MetaMachines bejelentette, hogy abbahagyja az Overnet fejlesztését, hogy az eDonkey2000-re koncentráljon.
Az eDonkey fejlesztését 2005. szeptember 28-án egy a RIAA jogászaitól kapott fenyegető levél hatására beszüntették.
Lásd még: Ed2k link